# Warrenton (Oregon)
Warrenton é uma cidade localizada no estado norte-americano de Oregon, no Condado de Clatsop.

## Demografia
Segundo o censo norte-americano de 2000, a sua população era de 4096 habitantes.
Em 2006, foi estimada uma população de 4394, um aumento de 298 (7.3%).

## Geografia
De acordo com o United States Census Bureau tem uma área de
43,2 km², dos quais 31,9 km² cobertos por terra e 11,3 km² cobertos por água. Warrenton localiza-se a aproximadamente 4 m acima do nível do mar.

## Localidades na vizinhança
O diagrama seguinte representa as localidades num raio de 20 km ao redor de Warrenton.